# Kim Jong-il
Kim Jong-il (김정일?, 金正日?, Gim Jeong-ilLR, Kim JŏngilMR; nato Jurij Irsenovič Kim, Юрий Ирсенович Ким; Chabarovsk, 16 febbraio 1941 o 1942 – Pyongyang, 17 dicembre 2011) è stato un politico nordcoreano.
Ha governato la Corea del Nord dal 1994 fino alla morte. È stato preceduto dal padre Kim Il-sung, che ha governato la Corea del Nord dal 1948 alla morte, nel 1994, e che conserva tutt'oggi il titolo di "presidente eterno". Kim Jong-il è stato presidente della Commissione di difesa nazionale e segretario del Partito del Lavoro di Corea (nominato segretario generale eterno del partito nell'aprile del 2012).
Comandante del terzo esercito più grande al mondo, in Corea del Nord veniva salutato come il "caro leader" o il "grande leader della Patria". L'anniversario della nascita è inoltre una festività pubblica.

## Biografia

### Primi anni
Secondo gli archivi sovietici, Kim venne al mondo il 16 febbraio 1941 in un campo militare vicino a Chabarovsk, in Siberia; questa è la data di nascita che viene comunemente accettata dagli storici occidentali. Secondo le fonti ufficiali nordcoreane, la nascita di Kim sarebbe invece avvenuta sul monte Paektu, in Corea del Nord, esattamente un anno dopo: il 16 febbraio 1942. Come già ricordato, egli era figlio dell'importante membro del Partito Comunista Coreano in esilio Kim Il-sung, che era comandante di battaglione nell'88ª Brigata (un'unità composta da guerriglieri cinesi e coreani), e della prima moglie di Kim Il-sung, Kim Jong-suk. Durante i suoi primi anni di vita, trascorsi in Unione Sovietica, Kim Jong-il avrebbe avuto come nome Jurij Irsenovič Kim.
Nel 1945, conclusasi la seconda guerra mondiale con la sconfitta del Giappone, la Corea dichiarò l'indipendenza dai nipponici. Suo padre tornò a Pyongyang nel settembre, mentre il piccolo Kim Jong-il raggiunse la Corea a fine novembre, sbarcando a Sonbong (선봉 군, conosciuta anche come Unggi) da una nave sovietica. La famiglia si trasferì in casa di un ex ufficiale giapponese a Pyongyang e nel 1948 dovette sopportare la morte del piccolo "Shura" Kim, fratello di Kim Jong-il, che annegò in piscina. L'anno seguente la madre di Kim morì di parto; voci non confermate affermano che gli altri componenti della famiglia, pur vedendola sanguinante, non fecero nulla per salvarla.

### Formazione
Secondo la sua biografia ufficiale Kim ha completato il corso di istruzione generale tra il settembre del 1950 e l'agosto del 1960, frequentando la scuola elementare n. 4 e la scuola media n. 1 (Scuola Media Superiore Namsan, un istituto speciale per i figli dei dirigenti del partito) a Pyongyang. I media occidentali contestano quest'affermazione, sostenendo che quando scoppiò la Guerra di Corea Kim Jong-il venne inviato nella Repubblica Popolare Cinese al fine di completare la sua istruzione, in modo che la sua vita non fosse messa a repentaglio dal conflitto.
Durante tutto il periodo della sua formazione scolastica Kim si occupò di politica. Fu attivo nell'Unione dei Ragazzi e nella Lega della Gioventù Democratica (DYL), prendendo parte a gruppi di studio sulla teoria politica marxista e sulla letteratura, anche occidentale. Nel settembre del 1957 divenne vicepresidente della DYL e perseguì un programma di lotta contro la faziosità, tentando di favorire una maggiore formazione ideologica tra i suoi compagni di classe; organizzò inoltre concorsi accademici e seminari, oltre a contribuire alla realizzazione di visite guidate sul campo.
Durante la sua giovinezza gli interessi di Kim spaziavano dalla musica all'agricoltura, fino a comprendere la riparazione di automobili. Si recava a scuola con autocarri e motori elettrici da lui costruiti in laboratorio e ha spesso favorito la visita di fabbriche e aziende agricole, che faceva insieme con i suoi compagni di classe. Gli piaceva inoltre leggere libri di filosofia e di arte militare.
Nel settembre del 1960 si iscrisse all'Università Kim Il-sung di Pyongyang, dove frequentò il corso di laurea in economia politica marxista. Durante il periodo universitario lavorò come operaio in un'industria tessile e come riparatore di televisori, mentre nel luglio del 1961 si iscrisse ufficialmente al Partito del Lavoro di Corea; molto spesso Kim Jong-il accompagnava il padre nei suoi incontri con la popolazione in tutto il Paese.
All'inizio degli anni sessanta si recò in Germania Est (allora alleata della Corea del Nord) e a Berlino fu addestrato presso un'unità dell'aeronautica militare. Completò poi gli studi in Corea, laureandosi nell'aprile del 1964 con una tesi dal titolo La posizione e il ruolo di una circoscrizione nella costruzione del socialismo. Nel corso degli anni settanta avrebbe inoltre studiato inglese all'Università di Malta durante una vacanza sull'isola, ospite del primo ministro maltese Dom Mintoff.
Nel frattempo il vedovo Kim Il-sung si era risposato e dal secondo matrimonio aveva avuto un altro figlio, chiamato Kim Pyong-il in onore del fratellastro morto annegato; questi venne avviato alla carriera diplomatica ed ha ricoperto il ruolo di ambasciatore della Corea del Nord in diversi paesi europei dal 1988 al 2019, anno del suo ritorno nella madre patria. Alcuni giornalisti hanno ipotizzato che Kim Pyong-il sia stato mandato in luoghi lontani per evitare uno scontro fratricida con Kim Jong-il per la successione al potere.

### La scalata al potere (1964-1979)
Subito dopo la laurea cominciò la scalata all'interno del partito. L'ingresso in politica avvenne in contemporanea alla crisi sino-sovietica che incrinò l'unità del mondo comunista; all'interno del PLC egli si distinse come uno degli esponenti più fedeli alla dottrina marxista-leninista e lanciò anche una campagna contro i revisionisti (non a caso il Partito del Lavoro di Corea venne ribattezzato "Partito Anti-Revisionista") che, a suo dire, cedendo ad alcuni ideali della filosofia confuciana avevano annacquato la spinta rivoluzionaria del movimento, contravvenendo alle indicazioni di Kim Il-sung.
Nel 1965 Kim Jong-il venne nominato istruttore e capo sezione per il Comitato centrale del partito; lavorò poi nell'importante Dipartimento dell'organizzazione e nel 1968 divenne membro del Politburo. Durante la fine degli anni sessanta Kim scrisse una serie di articoli in materia di economia: in essi stigmatizzava l'opinione secondo cui la principale forza trainante dello sviluppo economico era l'incentivazione salariale dei lavoratori, sostenendo invece che maggiori motivazioni potevano essere tratte dall'avere un'ideologia comune; fece quindi il giro del Paese, dando indicazioni sulla ristrutturazioni tecniche che si dovevano verificare in tutti i settori industriali del Paese.
Tra il 1967 e il 1969 si occupò dell'Armata del popolo nordcoreano, accogliendo le critiche di chi sosteneva che la burocrazia delle forze armate opprimesse e imbavagliasse il partito. Kim si dedicò a ribaltare la situazione, facendo in modo che i soldati fossero direttamente inquadrati all'interno del PLC: in occasione della quarta riunione plenaria indicò come responsabili del tentativo di egemonizzare il partito alcuni ufficiali dell'Armata, che furono successivamente espulsi dall'esercito.
Durante i primi anni nel Comitato centrale del partito Kim Jong-il supervisionò anche le attività di propaganda e proselitismo del Dipartimento, con l'obiettivo di rivoluzionare l'arte coreana. Gli artisti furono invitati a creare opere che fossero innovative nel contenuto e nella forma e prodotte da nuovi metodi e sistemi totalmente scevri dalle antiche tradizioni delle arti coreane. È in questo periodo che nacque la sua passione per il cinema: secondo Kim Jong-il un film era la combinazione di tutte le altre forme d'arte esistenti, pertanto l'evoluzione rivoluzionaria della produzione cinematografica avrebbe trainato tutte le altre manifestazioni artistiche. Adattò personalmente alla realtà nordcoreana alcune opere realizzate o ambientate durante la seconda guerra mondiale che, a partire dagli anni settanta, vennero pubblicate.
Scelto come vice-direttore del Comitato centrale del partito nel settembre del 1970, venne eletto membro del Comitato nell'ottobre del 1972 e segretario della stessa organizzazione un anno dopo. In questa veste favorì una certa "popolarizzazione" del partito: i burocrati, che dovevano provenire dalle file dei militanti del PLC, dovevano lavorare per venti giorni al mese insieme con i lavoratori a loro subordinati di un livello nell'organigramma partitico o statale. Nel febbraio del 1974 Kim entrò nel Comitato politico del partito e si cominciò a chiamarlo "caro leader".
Fu molto attivo e si recava spesso in ogni angolo della Corea del Nord a tenere comizi e incontrare il popolo, fulcro della sua ideologia detta "delle tre rivoluzioni". Favorì la ricerca scientifica, sovvenzionandola con denaro pubblico, elaborò un sistema di economia totalmente pianificata e si diede da fare nella costruzione di numerose organizzazioni politiche e militari di massa.
Strenuamente favorevole alla riunificazione della Corea, nel 1977 fu tra i fondatori del "Comitato internazionale di collegamento per l'indipendente e pacifica riunificazione della Corea"; partecipò di conseguenza a numerose trattative diplomatiche con i rappresentanti della Corea del Sud, che però ebbero sempre esito negativo.

### Dagli anni ottanta alla morte di Kim Il-sung (1994)
Nell'ottobre del 1980 si svolse il sesto Congresso del Partito del Lavoro di Corea, da cui la posizione di Kim Jong-il uscì molto rafforzata: al termine delle riunioni egli fece il suo ingresso nel politburo, nella commissione militare e nella segreteria del partito. Nel febbraio del 1982 l'Assemblea popolare suprema ratificò la sua entrata all'interno dell'organizzazione e da quel momento in poi molti osservatori internazionali pensarono che si trattasse di un'investitura politica.
Cominciò nei confronti del "caro leader" (친애하는 지도자?, chinaehanun jidojaLR) un culto della personalità modellato su quello del padre, il "grande leader": Kim venne definito "leader coraggioso" e si parlò di lui come "il successore ideale per la causa rivoluzionaria". Dopo Kim Il-sung era ormai lui la figura più potente della Corea del Nord.
Il governo della Corea del Sud ha accusato Kim Jong-il di aver ordinato nel 1983 l'attentato di Rangoon (oggi Yangon), in Birmania, che costò la vita a diciassette ufficiali sudcoreani, tra cui quattro componenti del governo. A lui venne attribuito anche l'attentato che nel 1987 costò la vita a tutti e 115 i passeggeri del Korean Air Flight 858: in questo caso l'agente che mise la bomba nell'aereo, Kim Hyon-hui, disse che l'ordine le era stato dato direttamente da Kim.
Il 24 dicembre 1991 Kim assunse la carica di comandante supremo delle forze armate della Corea del Nord: dal momento che l'esercito è una componente fondamentale della vita nordcoreana, tale nomina fu molto rilevante nella sua carriera politica. Già da tempo il ministro della difesa Oh Jin-wu aveva fatto in modo che i soldati divenissero fedeli a Kim (inizialmente visto con scetticismo, dato che non aveva svolto il servizio militare) e riuscì nell'intento, come dimostra il fatto che uno dei possibili rivali alla successione, il primo ministro Kim Il, venne da essi deposto il 29 aprile 1976.
Nel 1992 Kim Il-sung annunciò che era ormai il figlio a occuparsi di tutta la politica interna e da quel momento in poi Kim Jong-il si rivolse al presidente nordcoreano chiamandolo "caro papà" e non più "grande leader", a dimostrazione del fatto che ormai agivano da pari a pari. Il 50º compleanno di Kim Jong-il fu l'occasione per la messa in scena di una grande manifestazione di piazza, superata come numero di partecipanti solo dall'80º compleanno del padre.
Secondo Hwang Jang-yop (un politico nordcoreano che andò in esilio volontario a Seul), il sistema della Corea del Nord è diventato ancora più centralizzato e autoritario con Kim Jong-il di quanto non fosse sotto Kim Il-sung: il "caro leader" esigeva unità e obbedienza assoluta, mentre ogni deviazione dal suo pensiero veniva interpretata come un segno di slealtà. Secondo Hwang egli dirigeva personalmente tutti gli affari di Stato, compresi i dettagli minori, come le dimensioni delle case dei segretari locali del partito e la scelta dei regali da inviare ai suoi collaboratori.
Nel 1992, durante una parata celebrativa in onore dei 60 anni delle forze armate, prese il microfono davanti a una folla raccolta intorno alla Piazza Centrale (oggi Piazza Kim Il-sung) e disse: "Gloria agli eroici soldati dell'Esercito Popolare Coreano!"; tutto il pubblico applaudì e i partecipanti al corteo gridarono: "Diecimila anni" per tre volte di seguito.
Quando Kim Il-sung morì l'8 luglio 1994 a causa di un attacco di cuore, non fu difficile per Kim Jong-il avere nelle mani un immenso potere (anche se, ufficialmente, non volle prendere la presidenza della Corea, che sarebbe rimasta "eternamente" al padre).

### Massimo dirigente dello Stato (1994-2011)

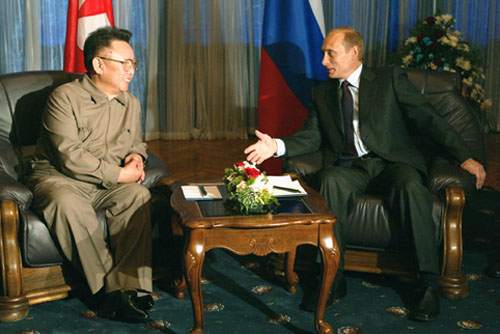
Kim Jong-il e Vladimir Putin nel 2002

Molti analisti credevano che, con la caduta del Muro di Berlino e il decesso del carismatico leader nordcoreano, il comunismo sarebbe radicalmente crollato a Pyongyang. Il fatto che Kim Jong-il rimase nell'ombra per alcuni giorni dopo la scomparsa del padre alimentò questa ipotesi, ma alla fine la solidarietà del partito gli consentì una tranquilla presa del governo.
Ufficialmente Kim Jong-il faceva parte di un triumvirato che gestiva il potere esecutivo all'interno della Corea del Nord: gli altri componenti erano il premier Kim Yong-il e il presidente del parlamento Kim Yong-nam. I poteri dei tre uomini politici erano divisi equamente: Kim Jong-il era il comandante delle forze armate, Kim Yong-il capo del governo e Kim Yong-nam gestiva le relazioni estere. Tuttavia Kim Jong-il esercitava un controllo assoluto sul governo e sul Paese.
L'8 ottobre 1997 divenne presidente della Commissione di difesa nazionale e venne nominato segretario del Partito del Lavoro di Corea. Nel 1998 venne emessa una nuova costituzione, in base alla quale nessuno poteva assumere la carica di Presidente dello Stato, dato che questo ruolo spetta "eternamente" a Kim Il-sung.
Kim è stato puntualmente rieletto all'Assemblea popolare suprema fino alla morte, sopraggiunta nel 2011.

#### Politica economica
Kim Jong-il si è arrogato il merito di un certo miglioramento economico della Corea del Nord. Tuttavia, durante i primi anni novanta la situazione sembrava critica a causa del collasso dell'Unione Sovietica e del raffreddamento dei rapporti con la Repubblica Popolare Cinese, dopo che Pechino aveva avviato trattative diplomatiche con la Corea del Sud. Alle alluvioni del 1995 e del 1996 seguì la siccità del 1997, tutti fattori che portarono a un peggioramento finanziario.
Tutto ciò, unito al fatto che solo il 18% delle terre era coltivabile e all'impossibilità di importare i beni necessari per sostenere l'industria fece entrare la Corea in crisi. Di fronte a un Paese in decadenza, Kim lanciò la campagna "L'esercito prima di tutto" (선군정치, Sŏn'gun chŏngch'i), basata su un rafforzamento dell'industria pesante e sulla costruzione di un forte armamentario militare in grado di consentire al Paese di far girare l'economia e al regime di tenere in pugno le redini del Paese. Gli obiettivi furono raggiunti, ma ancora oggi la Corea del Nord ha bisogno di aiuti esteri (che principalmente le arrivano dalla Cina) per ciò che concerne i prodotti alimentari.
Nella seconda metà degli anni novanta Kim fece delle aperture al libero mercato, che però il ricercatore della Stanford University Daniel Sneider giudica "moderatissime seppur utili". Nel 2002 Kim dichiarò che "il denaro dovrebbe essere in grado di stabilire il valore di ogni bene di consumo" e avviò un programma simile a quello sviluppato da Deng Xiaoping tra la fine degli anni ottanta e l'inizio degli anni novanta; durante una visita di Stato del 2006 Kim espresse soddisfazione e ammirazione per il rapido sviluppo economico della Cina.

#### Politica estera
Nel corso degli anni Kim volle riallacciare alcune trattative diplomatiche con la Corea del Sud. Ciò avvenne soprattutto a partire dal 1998, anno in cui il presidente sudcoreano Kim Dae-jung avviò la cosiddetta Sunshine policy (햇볕 정책?, Haetpyŏt chŏngch'aekLR); la distensione diplomatica che ne seguì portò alcune imprese sudcoreane ad approdare al Nord, mentre Pyongyang riuscì a importare da Seul tecnologia informatica (software in particolare).
Come risultato della nuova politica, la città di Kaesŏng venne demilitarizzata e al suo interno si stabilirono 250 società sudcoreane che avevano tra i loro dipendenti circa 100.000 operai nordcoreani (dati del 2007). La non idilliaca prosecuzione dei rapporti tra le due Coree portò, nel marzo del 2007, allo smantellamento di quasi tutte le imprese sudcoreane in Corea del Nord; ne rimasero ventuno, che potevano contare su 12.000 lavoratori nordcoreani.
La strategia politica di Kim Jong-il (denominata da lui stesso "la politica della bandiera rossa") gli permise di instaurare rapporti amichevoli con la Cina, il Venezuela, Cuba, l'Iraq di Saddam Hussein e i ribelli maoisti del Nepal, poi approdati al potere sotto la guida di Pushpa Kamal Dahal. Giunsero a un discreto livello le trattative commerciali con la Russia, mentre pessimi furono i contatti con gli Stati Uniti d'America e gli altri Paesi occidentali, Italia inclusa.
Nel 1994 Corea del Nord e Stati Uniti firmarono un accordo (Agreed Framework) in base al quale Pyongyang smantellava il suo programma nucleare in cambio di aiuti da Washington nella costruzione di due reattori nucleari. Tuttavia nel 2002 Kim rigettò tali accordi, affermando che la Corea avrebbe prodotto armi nucleari a causa della presenza dell'esercito statunitense nella penisola sudcoreana e del peggioramento dei rapporti col presidente George W. Bush. Il 9 ottobre del 2006 l'Agenzia di stampa statale nordcoreana annunciò che era stato condotto con successo un test nucleare sotterraneo: ricevette conseguentemente sanzioni dall'ONU.

### Morte
Il 19 dicembre 2011 la televisione di stato nordcoreana ne annunciò la morte per infarto mentre viaggiava in treno tornando da un cantiere edile. Il successivo 28 dicembre si tennero i solenni funerali. Il corpo di Kim Jong-il venne imbalsamato, brevemente esposto e tumulato al Palazzo del sole di Kumsusan, accanto al padre Kim Il-sung.
Nel giorno del decesso e fino al giorno dei funerali i media nordcoreani diffusero immagini ritraenti folle di cittadini che piangevano e invocavano il nome del defunto presidente. Secondo il quotidiano Daily Nk, con sede in Corea del Sud, alcune fonti anonime della provincia del Nord Hamkyung riferirono di misure punitive nei confronti di cittadini accusati di aver fatto circolare voci critiche sul passaggio del potere al nuovo comandante supremo Kim Jong-un, che non avevano preso parte agli incontri tenuti nel periodo di lutto o che avevano partecipato senza piangere o che lo avevano fatto sembrando poco convincenti.
Nell'aprile 2012, durante il settimo Congresso del Partito dei Lavoratori di Corea, è stato insignito del titolo di "Segretario generale eterno" del partito, seguendo la scia del padre Kim Il-sung, nominato dopo la sua morte "Presidente eterno" del Paese. Tuttavia nel gennaio 2021 suo figlio Kim Jong-un, in precedenza primo segretario e poi presidente del partito, sarà eletto segretario generale del Partito dei Lavoratori durante l'ottavo congresso, riappropriandosi del titolo.

## Successione al potere
I tre figli di Kim, nonché il suo genero e ufficiale dell'esercito O Kuk-ryol, venivano considerati come suoi possibili successori al vertice dello Stato nordcoreano, anche se ufficialmente l'esecutivo di Pyongyang non aveva dato nessuna indicazione in merito. Secondo i media sudcoreani il favorito era il figlio Kim Jong-chul (1981-), mentre gli oppositori del regime suggerivano il nome di suo fratello minore Kim Jong-un, che veniva descritto "proprio come suo padre" e di cui condivideva "le idee politiche e il temperamento esplosivo"; tuttavia lo studioso Kim Yong Hyun, docente all'Università di Dongguk, sosteneva che le istituzioni nordcoreane fossero contrarie alla prosecuzione della dinastia dei Kim.
Il primogenito Kim Jong-nam venne per molto tempo considerato l'erede designato alla guida del governo, ma cadde in disgrazia nel 2001 quando venne trovato all'aeroporto di Tokyo-Narita con un passaporto falso. Il 2 giugno del 2009 venne riferito che a prendere il posto di Kim Jong-il sarebbe stato il più giovane tra i suoi figli, Kim Jong-un.
Pare che Kim avesse stabilito che il "compagno brillante" (questo il soprannome ufficiale di Jong Un) dovesse prendere il suo posto nell'esecutivo nel 2012, quando egli avrebbe compiuto settant'anni (a partire dalla data di nascita fornita dalle fonti ufficiali nordcoreane).

## Vita privata

### Famiglia
Non ci sono informazioni ufficiali disponibili sulla vita coniugale e familiare di Kim Jong-il, ma si ritiene che egli abbia avuto una moglie e tre compagne con cui non diede vita ad alcun matrimonio. Ha avuto cinque figli: due femmine (la maggiore Sul-song, che gli faceva da segretaria, e Yo-jong ) e tre maschi (in ordine decrescente d'età Kim Jong-nam, Kim Jong-chul e Kim Jong-un).
La sua prima moglie fu Kim Young-sook, figlia di un alto ufficiale dell'esercito nordcoreano: pare che sia stato Kim Il-sung a scegliere questa ragazza al figlio. Da questo rapporto nacque nel 1974 la prima figlia femmina del dittatore nordcoreano, Kim Sul-song, ma dopo alcuni anni il matrimonio naufragò.
La prima compagna di Kim fu Song Hye-rim, una celebre attrice nordcoreana già sposata con un altro uomo che, a detta dei suoi detrattori, fu costretto a divorziare da lei. Dato che il rapporto non venne mai ufficializzato dalle nozze Song non assurse mai al ruolo di first lady e nel 2002, dopo che già si era allontanata da molti anni da Kim, morì all'età di sessantacinque anni in un ospedale di Mosca. Da lei Kim Jong-il ebbe il suo primogenito maschio Kim Jong-nam, nato nel 1971.
La seconda compagna di Kim, Ko Yong-hui, era una ballerina giapponese di origini coreane. Il loro rapporto fu sereno e, anche se non convolarono a nozze, la donna negli incontri ufficiali agì da moglie e non da semplice fidanzata. Morì di tumore alla mammella nell'agosto del 2004: con lei Kim divenne padre di Kim Jong-chul nel 1981, di Kim Jong-un (noto anche come "Jong Woon" e "Jong Woong") nel 1983 o 1984 e di Kim Yo-jong nel 1987.
Dopo la morte di Ko ha convissuto con Kim Ok, che era stata sua segretaria personale a partire dagli anni ottanta. La donna agiva quasi come una first lady e accompagnava spesso Kim nelle sue visite alle basi militari e negli incontri con diplomatici e ambasciatori stranieri in visita. Era insieme con Kim nel suo viaggio segreto nella Repubblica Popolare Cinese del gennaio del 2006, dove venne ricevuta dai funzionari cinesi come la compagna ufficiale di Kim.

### Passioni e carattere
Così come suo padre, Kim Jong-il aveva paura di volare in aereo e nei suoi viaggi all'estero utilizzava treni blindati. Secondo Konstantin Pulikovskij, un emissario russo che ha viaggiato insieme con Kim nel 2003 durante una sua missione a Mosca, Kim aveva una grande passione culinaria per le aragoste e se le faceva servire in treno ogni giorno: la testimonianza, riportata dalla BBC, non ha però trovato altre conferme.
Kim Jong-il asseriva di essere un grande appassionato di cinema e di possedere oltre 20.000 videocassette: tra i suoi film (occidentali) preferiti compaiono Venerdì 13, Rambo, la saga di James Bond e Godzilla; prediligeva inoltre i film cinesi d'azione e la sua attrice preferita era Elizabeth Taylor. Scrisse anche un libro sull'argomento, intitolato Sull'arte del cinema.
Nel 1978, su ordine di Kim, il regista sudcoreano Shin Sang-ok e sua moglie, l'attrice Choi Eun-hee, vennero rapiti al fine di costruire un'industria cinematografica della Corea del Nord. Nel 2006 partecipò alla produzione del film Il diario di una giovane studentessa la cui trama, inerente alla vita di una ragazza i cui genitori sono scienziati, era coerente con la filosofia Juche; una relazione del KNA afferma che Kim "ha migliorato la sceneggiatura e guidato la sua produzione".
Viene descritto come un appassionato di pallacanestro, tanto che l'ex segretario di Stato statunitense Madeleine Albright al termine del loro summit gli regalò un pallone di basket autografato da Michael Jordan. I media nordcoreani asseriscono che egli fosse un grande giocatore di golf, capace di fare buca con un solo colpo tre volte a partita, nonostante le possibilità di riuscirci in una sola occasione sono circa 1 su 5.000. Kim inoltre era un buon suonatore di strumenti musicali, ha composto sei opere liriche e si è autodefinito esperto utente di internet. Queste sue caratteristiche sono ritenute dalla stampa occidentale ingigantite dalla propaganda nordcoreana.
Talune fonti della stampa citano il fatto che egli possedeva diciassette tra palazzi e appartamenti. Aveva un alloggio privato nei pressi della montagna Baitou, una villa sul mare a Wŏnsan e un complesso residenziale a Pyongyang dotato di linee di recinzione, bunker sotterraneo e batterie antiaeree; tuttavia la sua biografia ufficiale smentisce con forza queste affermazioni. Il 25 novembre 2010 il direttore della Caritas internationalis Duncan MacLaren, di ritorno dalla Corea del Nord, denunciò: «Kim Jong-il è semplicemente il proprietario di una nazione; il titolare indiscusso dei beni dell'intera Corea del Nord. Si tratta del Paese più isolato del mondo, è sottomesso alla dittatura della famiglia Kim e del suo entourage militare completamente indifferenti alle sofferenze della popolazione e interessati solo a mantenere il potere, anche a costo di destabilizzare la regione, come si è visto con le minacce di corsa al nucleare e i recenti attacchi alla Corea del Sud» e «oltre alla carestia dilagante, sono rimasto terrorizzato dalla strumentazione tecnica negli ospedali: andrebbe bene per un museo del passato e non per curare la gente oggi. Ho visto la disperazione vivente e comprendo le ragioni che hanno spinto altre associazioni umanitarie come Medici senza frontiere e Action contre la faim ad abbandonare questa nazione; purtroppo l'Occidente tace forse perché non sa o non vuole sapere per vergogna, ma il popolo nordcoreano sta subendo un dramma umano di una gravità non classificabile. Se gli Stati Uniti disgraziatamente mettessero l'embargo anche alla Corea del Nord, succederebbe qualcosa di inimmaginabile, dalla guerra all'esodo di ventitré milioni di esseri umani che ucciderebbero di conseguenza anche l'economia della Corea del Sud; paradossalmente forse è meglio che Washington appoggi il regime di Kim Jong-il».

## Salute
Nell'agosto del 2008 il professore dell'università di Waseda Toshimitsu Shigemura scrisse sul settimanale giapponese Shūkan Gendai che Kim Jong-il era morto alla fine del 2003 e che nei ricevimenti pubblici era stato sostituito da sosia usati già in precedenza al fine di proteggerlo da attentati e assalti brutali.
Shigemura ribadì le sue teorie nel libro The True Character of Kim Jong-il, che ebbe un discreto successo: riportando dichiarazioni di giornali giapponesi e sudcoreani, lo scrittore affermò che all'inizio del 2000 Kim era stato colpito da una brutta forma di diabete che lo aveva costretto dapprima a stare sulla sedia a rotelle e poi, dopo tre anni e mezzo, a un prematuro decesso. Shigemura aggiunse inoltre che un'analisi dell'impronta vocale dello statista nordcoreano effettuata nel 2004 non diede gli stessi risultati di una registrazione anteriore a quella data. Ad alimentare queste voci contribuì l'assenza di Kim alla cerimonia della torcia olimpica di Pyongyang, avvenuta il 28 aprile 2008, cosa che sconcertò le agenzie internazionali.
Il 9 settembre 2008 Kim disertò la parata militare celebrativa del 60º anniversario della nascita dello Stato nordcoreano e molti cominciarono a speculare sul suo stato di salute: le agenzie d'intelligence statunitensi comunicarono che Kim poteva essere "gravemente ammalato" dopo aver subito un ictus o un infarto (l'ultima sua apparizione pubblica era avvenuta un mese prima). Di fronte alle dichiarazioni di un ex ufficiale della CIA, secondo cui il quadro clinico di Kim era da considerarsi molto critico, i mass-media nordcoreani preferirono non replicare.
Un rapporto dell'Associated Press delineò un quadro non coeso all'interno della Corea del Nord: mentre Kim era favorevole al "patto a sei" (con Cina, Giappone, Russia, Corea del Sud e Stati Uniti), i militari avevano manifestato la loro contrarietà. Dato che con l'aumentare delle voci sul cattivo stato di salute di Kim la Corea sfoggiava una politica estera molto più aggressiva, qualcuno ipotizzò che la malattia aveva reso la posizione di Kim più vulnerabile nei confronti dell'esercito.
Il 10 settembre giunsero dalla Corea del Sud due notizie contrastanti: una, diffusa da ufficiali governativi di Seul, affermava che Kim si fosse sottoposto a un intervento chirurgico a seguito di un piccolo ictus e che, a causa di questa operazione, non avesse potuto recarsi alla manifestazione del giorno prima; l'altra, invece, diffusa dalla rivista Chosun Ilbo, asseriva che Kim aveva avuto un infarto il 22 agosto precedente mentre si trovava a Pechino e che le sue condizioni di salute fossero terribili. Queste speculazioni furono smentite dal presidente dell'Assemblea popolare suprema Kim Yong-nam e dall'ambasciatore Song Il-ho, con quest'ultimo che parlò di complotto ordito dagli statunitensi ai danni dello statista nordcoreano.
Tuttavia le speculazioni sulla salute di Kim non si fermarono: il New York Times riportò che egli era molto malato e che aveva subito un infarto, ma che secondo l'intelligence statunitense la sua morte non era da considerarsi imminente, mentre la BBC rincarò la dose, sostenendo che Kim aveva subito un infarto il 15 agosto e che il suo stato lasciava presupporre una morte non lontana, nonostante le smentite ufficiali dell'esecutivo asiatico.
Per smentire queste voci, il 5 novembre l'Agenzia centrale di Pyongyang pubblicò due foto in cui si vedeva un Kim Jong-il in forma posare davanti a una divisione dell'esercito nordcoreano: nelle immagini Kim, rilassato e sorridente, appariva in primo piano al centro, coi soldati schierati in prima fila, con tutte le sue caratteristiche, ossia pettinatura souflè, giacca maoista bianca e occhiali da sole. Il Times tuttavia mise in dubbio l'autenticità di una delle due immagini.
Nel novembre del 2008 la televisione giapponese Tokyo Broadcasting System sostenne che Kim aveva avuto un secondo infarto nel mese di ottobre, che gli aveva reso impossibile parlare, ma i servizi segreti sudcoreani smentirono tale asserzione. Secondo la televisione sudcoreana YTN e l'intelligence cinese, Kim avrebbe avuto un cancro al pancreas con un'aspettativa di vita non superiore a cinque anni. I segni della malattia sarebbero stati evidenti: Kim era apparso visibilmente dimagrito e scavato in volto nell'ultima sua manifestazione pubblica per la commemorazione del padre.
In risposta alle dichiarazioni inerenti alla salute di Kim e alla sua presunta perdita di potere, nell'aprile del 2009 la Corea del Nord pubblicò un video che mostrava Kim visitare fabbriche e altri luoghi in tutto il Paese tra il novembre e il dicembre del 2008. A partire dal luglio 2009 le voci circa il suo cattivo stato di salute sembrarono diradarsi, venendo infine confermate più di due anni dopo, con il decesso del 17 dicembre 2011.

## Sequestro e rilascio di due giornaliste statunitensi
Nel marzo del 2009 le sentinelle di frontiera nordcoreane che pattugliavano i boschi al confine con la Cina sequestrarono le due giornaliste statunitensi di origine coreana (non specificato se del Nord o del Sud) Euna Lee e Laura Ling, che lavoravano per l'emittente satellitare indipendente Current TV, che stavano effettuando un reportage sui tanti casi di fuga dalla Corea del Nord della popolazione civile. Con l'accusa di essere delle spie vennero arrestate, processate e condannate con l'accusa di aver valicato illegalmente i confini della Corea del Nord con fini di spionaggio, ricevendo la condanna a dodici anni di lavori forzati.
Le reazioni alla sentenza non si fecero attendere: l'organizzazione non governativa Reporter senza frontiere parlò apertamente di esito già scritto e di "processo farsa", mentre la segretaria di Stato degli Stati Uniti Hillary Clinton affermò che le accuse alle due giornaliste erano "infondate". L'episodio giudiziario rischiava quindi di peggiorare le già fragili relazioni tra gli Stati Uniti e la Corea del Nord.
Il 4 agosto seguente l'ex presidente degli Stati Uniti Bill Clinton andò in missione a Pyongyang per incontrare Kim Jong-il: l'obiettivo della visita era esclusivamente "ottenere il rilascio di Euna Lee e Laura Ling". Secondo l'Agenzia di stampa statale nordcoreana (KCNA), Clinton fu portatore di un messaggio ufficiale di Barack Obama a Kim, ma tale circostanza venne smentita dall'esecutivo di Obama. Sempre secondo la KCNA, Clinton e Kim Jong-il ebbero una "conversazione esaustiva" che incluse "un ampio scambio di vedute sulle questioni di interesse comune".
La KCNA riferì inoltre che la Commissione Nazionale per la Difesa della Corea del Nord, di cui Kim era presidente, aveva organizzato una cena in onore di Clinton, ma non specificò di cosa si era discusso durante la cerimonia. In ogni caso, nelle prime ore del mattino del 5 agosto Kim Jong-il decise di concedere la grazia presidenziale alla Lee e alla Ling.

## Culto della personalità

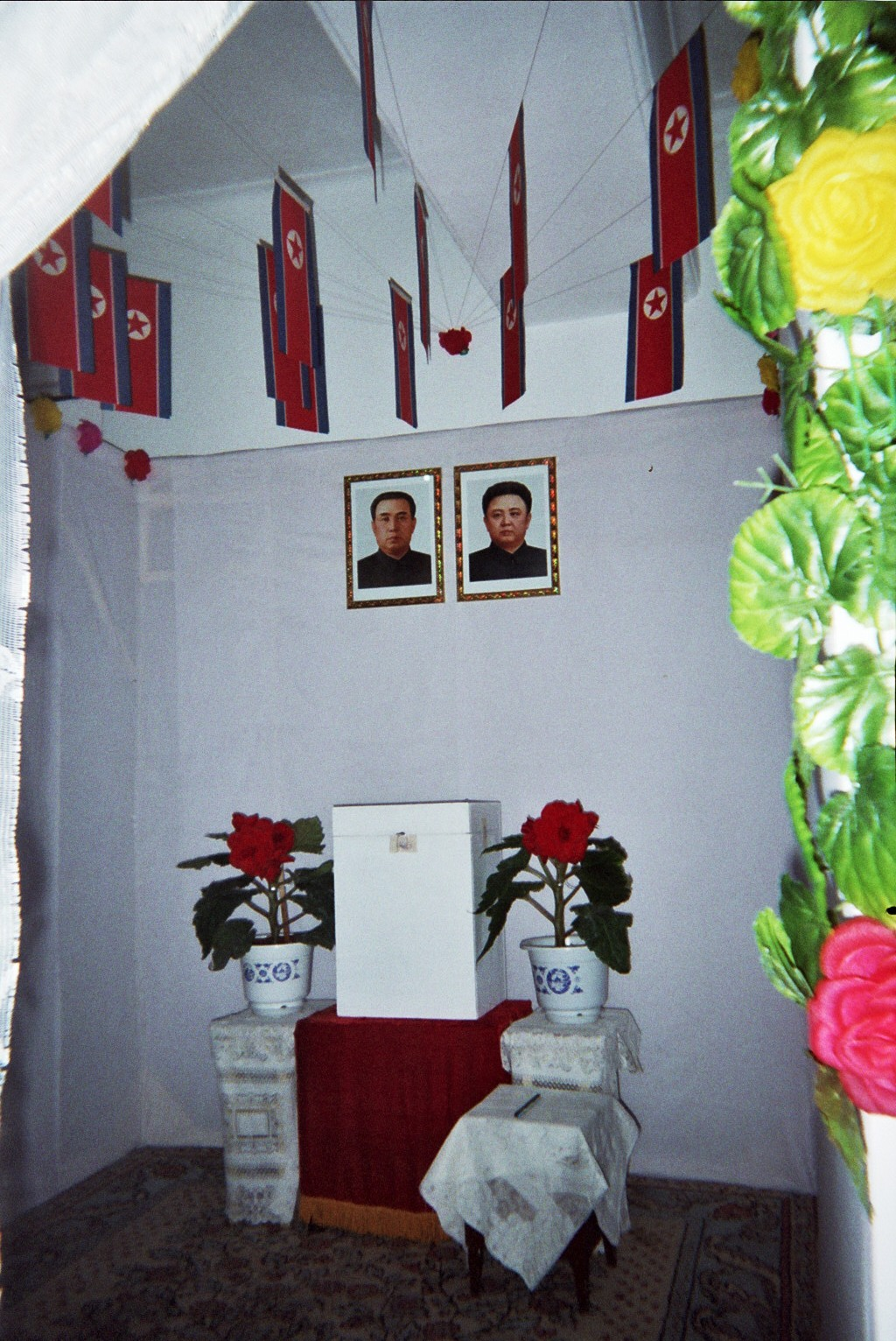
Urna nordcoreana, sopra alla quale si possono vedere i ritratti di Kim Il-sung e di Kim Jong-il

Kim Jong-il è parte di un elaborato culto della personalità ereditato dal padre e fondatore della Repubblica Popolare Democratica di Corea, Kim Il-sung. Nelle scuole nordcoreane i giovani vengono indottrinati alla divinizzazione di padre e figlio. Egli si trova al centro dell'attenzione dei cittadini nordcoreani anche nei momenti di vita quotidiana: il giorno del suo compleanno è infatti una delle ricorrenze più importanti dell'anno.
In occasione del suo sessantesimo compleanno (festeggiato in accordo alla data di nascita ufficiale) si sono verificate celebrazioni di massa in tutto il Paese; è però da sottolineare che il raggiungimento dei sessant'anni è nella penisola coreana una ricorrenza particolare, chiamata Hwangab, che viene sempre festeggiata in maniera più imponente del solito. Coloro che alimentano il culto della personalità di Kim affermano (spesso con l'utilizzo di radio e televisione) che egli abbia poteri magici e soprannaturali in grado, ad esempio, di cambiare le condizioni meteorologiche.
Un'interpretazione che viene fatta del culto della personalità di Kim Jong-il è che esso rappresenti una forma di rispetto nei confronti di suo padre. Realisticamente si tratta di strategia del terrore instaurato dal regime comunista di Kim. La paura di ricevere una punizione e la pressione costante con la quale il popolo nordcoreano convive agiscono nella stessa direzione del culto individuale di Kim. I mass-media occidentali generalmente sostengono quest'ultima affermazione e allo stesso modo la pensa il Dipartimento di Stato statunitense. A tutto ciò le fonti governative nordcoreane replicano parlando di "riconoscenza popolare e genuina" nei confronti di un vero "eroe del lavoro".
In onore di Kim Jong-il è stata creata nel 1992 una canzone dal titolo 당신이 없으면, 조국도 없다 (traducibile approssimativamente in italiano come Nessuna patria senza di te) cantata dal coro dell'esercito popolare nordcoreano; il brano è diventato subito uno dei più popolari e "apprezzati" della storia del paese.